# Conescharellina symmetrica
Conescharellina symmetrica är en mossdjursart som beskrevs av Harmer 1957. Conescharellina symmetrica ingår i släktet Conescharellina och familjen Biporidae. Inga underarter finns listade i Catalogue of Life.